# その男ゾルバ (ミュージカル)
その男ゾルバ（そのおとこぞるば、原題:Zorba）は、ギリシャの作家ニコス・カザンザキスの小説と、それを1964年に映画化した作品を元にしたアメリカのブロードウェイミュージカル作品である。
1968年11月17日にインペリアル劇場（Imperial Theatre）にて初演、通算305回を記録し、1969年にトニー賞8部門ノミネートしたが、結果は1部門（装置賞）のみに終わった。1983年に再上演、通算362回を記録し、リラ・ケドロヴァが主演女優賞を受賞している。
台本・演出は屋根の上のバイオリン弾きのコンビである。
音楽にはギリシャ調を使い、劇中歌にはゾルバが終幕近くに歌う「アイ・アム・フリー」やオープニングや幕切れにリーダーが村人善人がコーラスで歌を歌う「人生とは・・・」が有名である。

## スタッフ
- 脚本：ジョセツ・スタイン（Joseph Stein）
- 作詞：フレッド・エップ（Fred Ebb）
- 作曲：ジョン・カンター（John Kander）
- 製作・演出：ハロルド・プリンス（Harold Prince）
- 振付：ロン・フィールド（Ron Field）

## 日本語版

### 上演
- 1986年11月1日に大阪の梅田コマ劇場にて初演[3]、1993年4月には東京、5月には大阪、9月から10月には名古屋で上演した。
- 出演は藤田まこと・市原悦子、演出は中村哮夫だった。

### 記録
1986年
- 11月1日～11月29日：梅田コマ劇場

1990年
- 9月2日～9月28日：梅田コマ劇場
- 11月：新宿コマ劇場

1993年
- 4月1日～4月27日：新宿コマ劇場
- 5月1日～5月28日：劇場飛天
- 9月10日～10月20日：名鉄ホール